# الفروسية في دورة الألعاب العربية 2011
في دورة الألعاب العربية لعام 2011 عقدت فعاليات الفروسية في المدينة الرياضية في الدوحة في قطر خلال الفترة من 13-23 ديسمبر، حيث تم التنافس على 6 أحداث. 

## جدول الميداليات
*   البلد المضيف (مضيف)
| المرتبة | فريق    | ذهبية | فضية | برونزية | المجموع |
| ------- | ------- | ----- | ---- | ------- | ------- |
| المجموع | المجموع | 0     | 0    | 0       | 0       |

## روابط خارجية
- الفروسية في الموقع الرسمي